# Ørering
En ørenring eller ørering er et smykke, der bæres i øret. Ørenringe er ofte fremstillet af metal, men findes også i ben, plastic og andre materialer. Ørenringe er ikke nødvendigvis ringe. De kan være clips, der klemmer omkring øreflippen, stickere, der monteres med en skrue/møtrik eller en krog, der stikkes gennem et hul i øret. Ørenringe bruges oftest af kvinder.
Omkring år 1910 var ørenringe og huller i ørene udbredt i
- Afrika:
- Europa: undtagen Skandinavien. I Storbritannien et overklassefænomen og kun små øreringe. Det kom først efter hår, kyser og hatte til år 1900 havde dækket ørene i Nord- og Mellemeuropa.
- Asien: Indien, Bagindien og Centralasien, men ikke Japan.
- Amerika hos hvide kvinder (små øreringe) og mange indianerne, men ikke almindelig i Argentina.